# Inno della Repubblica del Tatarstan
L'inno nazionale della Repubblica del Tatarstan (in tataro Татарстан Җөмһүрияте Дәүләт гимны, Tatarstan Cömhüriyäte Däwlät gimnı) è stato composto dal musicista tataro Röstäm Yaxin ed è stato suonato per la prima volta in qualità di inno tataro ufficiale nel 1993. Venti anni dopo, alla musica è stato ufficialmente associato anche un testo basato su una poesia scritta da Ramazan Baytimerov.

## Storia
Nell'agosto 1990, con il passaggio da Repubblica Socialista Sovietica Autonoma Tatara a Repubblica Socialista Sovietica Tatara, facente sempre parte dell'Unione Sovietica e che sarebbe poi diventata la Repubblica del Tatarstan nel 1992, furono indetti dei concorsi per la revisione dei nuovi simboli statali. A vincere il concorso per l'inno nazionale fu la canzone "La mia patria", la cui musica era stata scritta da Röstäm Yaxin sul testo di una poesia di Ramazan Baytimerov, tuttavia, dato il momento politico particolarmente critico - l'Unione Sovietica, la cui disgregazione era già iniziata nel 1990, si sarebbe dissolta del tutto poco più di un anno dopo - il governo tataro decise cautelativamente di adottare come inno solamente la parte acustica della canzone e non le sue parole.
Alle fine del 2011 fu poi indetto un nuovo concorso per l'associazione all'inno di un testo, che durò dal 1º gennaio al 1º luglio 2012 e che mise in palio 200 000 rubli. Alla fine, tra le 185 candidature ricevute, la commissione di valutazione decretò vincitore un testo basato sulla poesia "Terra natia", composta negli anni 1970 dal poeta tataro Ramazan Baytimerov, veterano della seconda guerra mondiale morto nel 1989, che già costituiva il testo della canzone originale di Yaxin che era stato rimosso in fase di adozione della canzone come inno. Tale testo fu realizzato e inviato alla commissione dalla figlia ed erede del poeta. Anche in questo caso, tuttavia, il governo decise di modificare il testo vincitore che fu affidato, per la finalizzazione, al poeta tataro Gäräy Räxim. Quest'ultimo cambiò radicalmente e irriconoscibilmente la poesia di Baytimerov, conservando solo poche parole del suo testo e riassumendo poeticamente alcune delle proposte arrivate nello svolgersi del concorso. Il risultato fu che, in definitiva, il testo divenne il frutto della creatività collettiva di tanti appassionati.
Il 21 febbraio 2013, infine, il Consiglio Nazionale della Repubblica del Tatarstan approvò unanimemente l'aggiunta di tale nuovo testo, composto dalle prime due strofe cantate in tartaro e dalle successive due strofe cantate in russo, alla musica composta da Yaxin. 

### Testo attuale
| Tataro e russo | Translitterazione | Traduzione in italiano |
| --- | --- | --- |
| In tataro I Мәңге яшә, газиз Ватаныбыз, Халкым тели изге теләкләр! Гомерлеккә якын туган булып Яши бездә төрле милләтләр. II Күп гасырлар кичкән чал тарихлы Данлы илем, үзең бер дастан! 𝄆 Синдә генә безнең язмышыбыз, Республикам минем, Татарстан! 𝄇 in russo III Цвети, священная земля моя, Да будет мирным твой небосвод! Единый дом у нас, одна семья, Живёт в согласии наш народ. IV Богатый мудростью седых веков, Надеждой, верою ты нам стал, 𝄆 И пусть хранит тебя моя любовь, Моя Республика, мой Татарстан! 𝄇? | I Mäñge yäşä, ğaziz Watanıbız, Xalqım teli izge teläklär! Ğömerlekkä yaqın tuğan bulıp Yäşi bezdä törle millätlär. II Küp ğasırlar kiçkän çal tarixlı Danlı ilem, üzeñ ber dastan! 𝄆 Sindä genä bezneñ yazmışıbız, Respublikam minem, Tatarstan! 𝄇 III Tsveti, svyashchennaya zemlya moya, Da budet mirnym tvoy nebosvod! Yedinyy dom u nas, odna semya, Zhivyot v soglasii nash narod. IV Bogatyy mudrostyu sedykh vekov, Nadezhdoy, veroyu ty nam stal, 𝄆 I pust' khranit tebya moya lyubov, Moya Respublika, moy Tatarstan! 𝄇 | I Vivi per sempre, amata patria, Con te il mio popolo è unito. Con benevolenza siamo nati, Con noi i popoli diversi prosperano. II Da secoli hai una storia grandiosa, Paese glorioso, il tuo passato è audace, Solo in te è il nostro destino, Mia cara repubblica, oh Tatarstan! III Fiorisci, mia terra sacra Possa la tua pace riempire il tuo cielo. In questa vasta famiglia siamo uniti, Il nostro popolo vive in armonia. IV Ricca della saggezza dei tempi antichi, Tu sei la nostra unica speranza e fede. E che il mio amore ti protegga, Mia cara Repubblica, mio Tatarstan! |

### Testo originale
Di seguito, il testo originale della poesia Tuğan yağım ("Terra natia" in tataro), scritta da Ramazan Baytimerov negli anni 1970 e successivamente tradotta in russo da Marsel Sabirov. Come già ricordato, la poesia ispirò poi a Röstäm Yaxin la composizione della canzone che fu adottata come inno nazionale.
| Tataro | Traslitterazione | Traduzione in russo | Traduzione in italiano |
| --- | --- | --- | --- |
| In tataro I Күпме юллар йөрдем, дөнья күрдем, Назлы җилләр йөзем сыйпады. 𝄆 Сиңа кайткач гына, туган ягым, Күкрәгемә шатлык сыймады. 𝄇 II Тик бер генә көнгә аерылсам да Ямансулап сине юксынам. 𝄆 Синнән башка миңа, туган ягым, Бу дөньяда тормыш юк сыман. 𝄇 III Тик бер генә көнгә аерылсам да Ятим калган кебек буламын! Тик син гөнә яшәү матурлыгы, Гүзәллеге якты дөньяның! 𝄇 | I Küpme yullar yördem, dönya kürdem, Nazlı cillär yözem sıypadı. 𝄆 Siña qaytqaç ğına, tuğan jağım, Kükrägemä şatlıq sıymadı. 𝄇 II Tik ber genä köngä ayırılsam da Yamansulap sine yuqsınam. 𝄆 Sinnän başqa miña, tuğan yağım, Bu dönyada tormış yuq sıman. 𝄇 III Tik ber genä köngä ayırılsam da Yätim qalğan kebek bulamın! 𝄆 Tik sin gönä yäşäw maturlığı, Güzällege yaqtı dönyanıñ! 𝄇 | in russo I Сколько дорог я прошел, весь мир обойдя, Нежный ветер ласкал мое лицо любя, 𝄆 Но только придя к тебе Родная земля, Грудь сжалась, место радости не найдя… 𝄇 II В один день даже если будет разлука, Грусть по тебе это сплошная мука, 𝄆 Без тебя, о Родная земля, Нет жизни, без тебя — нет меня… 𝄇 III В один день даже если будет разлука, Я как будто словно сирота! 𝄆 Лишь ты мой смысл жизни, Лишь ты яркий свет отчизны 𝄇? | I Quante strade ho percorso, vedendo il mondo, Gentili brezze accarezzavano il mio viso. Ma solo con te, mia terra natia, Il mio cuore è pieno d'amore. II Se mi separassi da te anche solo per un giorno, Sentirei la tua mancanza con tutta la mia tristezza. Senza di te, cara mia terra, Il mondo mi sembra senza vita. III Se mi separassi da te anche solo per un giorno, Mi sentirei come un orfano. Solo tu sei la bellezza di questa vita, Il vivido raggio di questo mondo senza fine. |